# Frithjof Fearnley
Frithjof Fearnley (16 de diciembre de 1896 – 18 de abril de 1971) fue un actor de nacionalidad noruega.
Nacido en Oslo, Noruega, estuvo casado con la actriz Randi Brænne.

## Filmografía
- 1925 : Fager er lien
- 1933 : En stille flirt
- 1946 : Om kjærligheten synger de
- 1949 : Vi flyr på Rio
- 1952 : Det kunne vært deg
- 1957 : På slaget åtte
- 1958 : Pastor Jarman kommer hjem
- 1959 : 5 loddrett
- 1961 : Line
- 1961 : Bussen
- 1961 : Et øye på hver finger
- 1968 : Hennes meget kongelige høyhet
- 1970 : Balladen om mestertyven Ole Høiland